# Krašlovice
Krašlovice falu és önkormányzat (obec) Csehország Dél-csehországi kerületének Strakonicei járásában. Területe 5,31 km², lakosainak száma 170 (2008. 12. 31). A falu Strakonicétől mintegy 20 km-re délkeletre, České Budějovicétől 33 km-re északnyugatra, és Prágától 105 km-re délre fekszik.
A település első írásos említése 1262-ből származik.

## Az önkormányzathoz tartozó települések
- Krašlovice
- Vitice

## Népesség
A település népessége az elmúlt években az alábbi módon változott:
| Lakosok száma | 375  | 327  | 318  | 218  | 177  | 137  | 168  | 163  | 159  | 179  |
|               | 1869 | 1890 | 1921 | 1950 | 1980 | 2001 | 2017 | 2019 | 2022 | 2024 |